# Paola Grossi Gondi
Paola Grossi Gondi (Roma, 1964) è un'artista, pittrice e scenografa italiana.

## Biografia
Discendente del ramo romano della famiglia Gondi, nasce a Roma nel 1964 in un ambiente di studiosi e appassionati d'arte (il prozio Felice Grossi Gondi era archeologo, mentre il bisnonno Pasquale Seccia-Cortes era stato tra i fondatori dell'Antiquarium di Marino) e fin da piccola frequenta la casa-atelier di Giuseppe Sacheri. Dopo il diploma presso il liceo artistico Ripetta, nel 1985 termina i suoi studi in Arti sceniche e Storia dell'arte all'Accademia di belle arti di Roma.
Ultimati gli studi, inizia la propria attività artistica come illustratrice, interior designer e scenografa; in particolare, si specializza in questo campo sotto la guida di scenografi quali Lele Luzzati, Tullio Zitkowsky e Gaetano Castelli. Da un punto di vista professionale, al contempo, collabora con lo studio del naval designer Luigi Sturchio e con le agenzie pubblicitarie Armando Testa e J. Walter Thompson.
Nel 1992, sotto la supervisione di Mario Ursino, inaugura la sua prima mostra personale presso la Galleria La Pigna di Roma. Nel 1999 in collaborazione con lo statunitense storico dell'arte David Stephen Pepper, con il teologo spagnolo José María Galván Casas, con altri artisti di diverse discipline e con la guida di maestri come la ballerina Liliana Cosi o lo stilista Roberto Capucci, fonda il movimento artistico "Arte21". Attività che la porta a contatto con grandi personalità dell'arte e della cultura, come il poeta Mario Luzi, l'architetto e professore Paolo Portoghesi, l'architetto e designer Massimiliano Fuksas e l'editore Leonardo Mondadori.

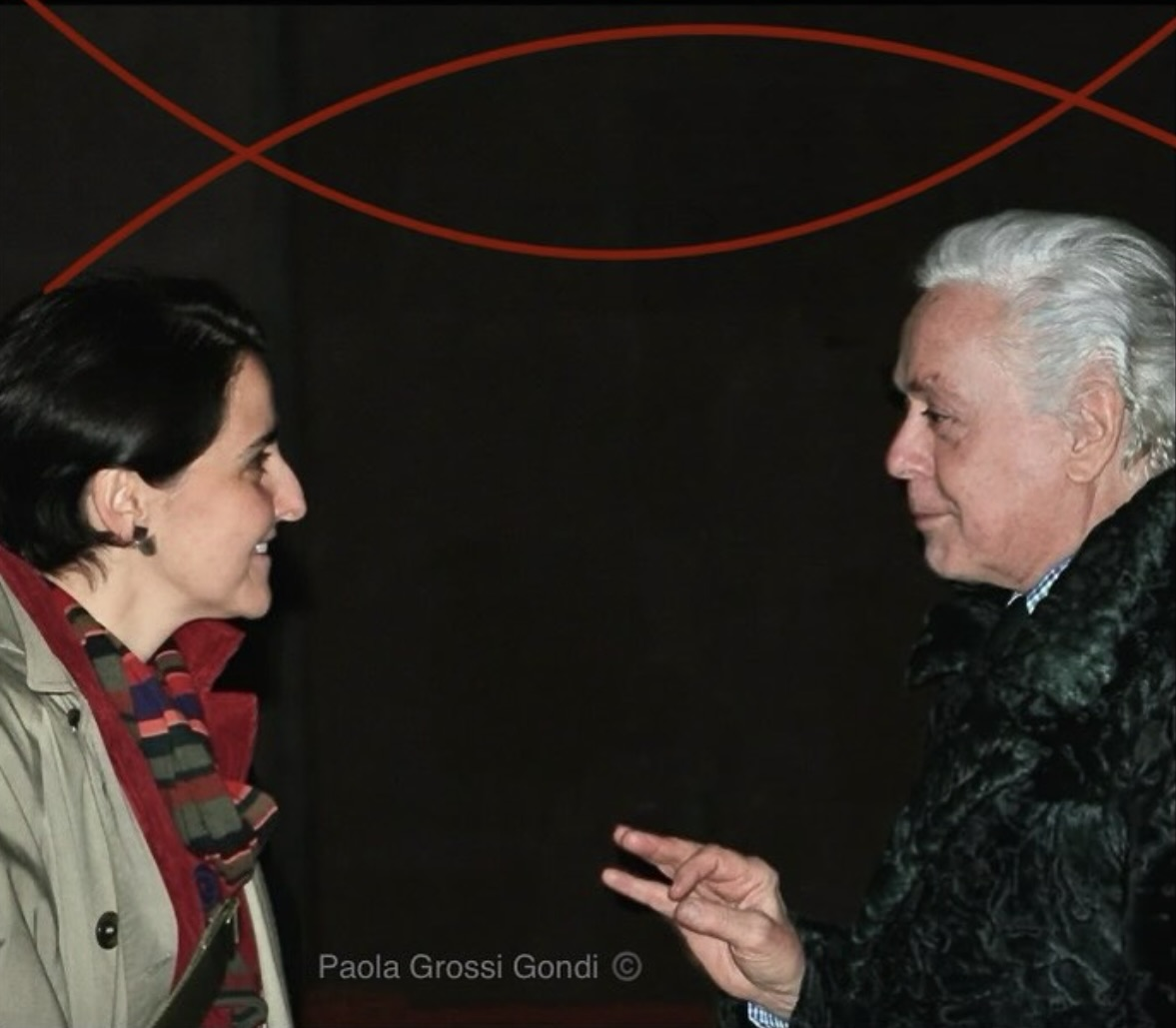
Paola Grossi Gondi con Roberto Capucci - 2006

Negli anni successivi partecipa ad esposizioni artistiche sia in Italia che all'estero (come nel Museo de la Ciudade di Madrid o a Colonia): in particolare, presenta proprie opere a mostre tenutesi presso il Complesso monumentale di San Michele a Ripa Grande, l'Accademia nazionale di San Luca, il Palazzo Barberini, il Complesso monumentale del Vittoriano e, a Torino, presso il Palazzo Bricherasio. Nel 2011, inoltre, i suoi disegni vengono proiettati al Teatro di San Carlo di Napoli durante l'esecuzione della Via Crucis di Franz Liszt nel tour del pianista e direttore Michele Campanella.

## Opere

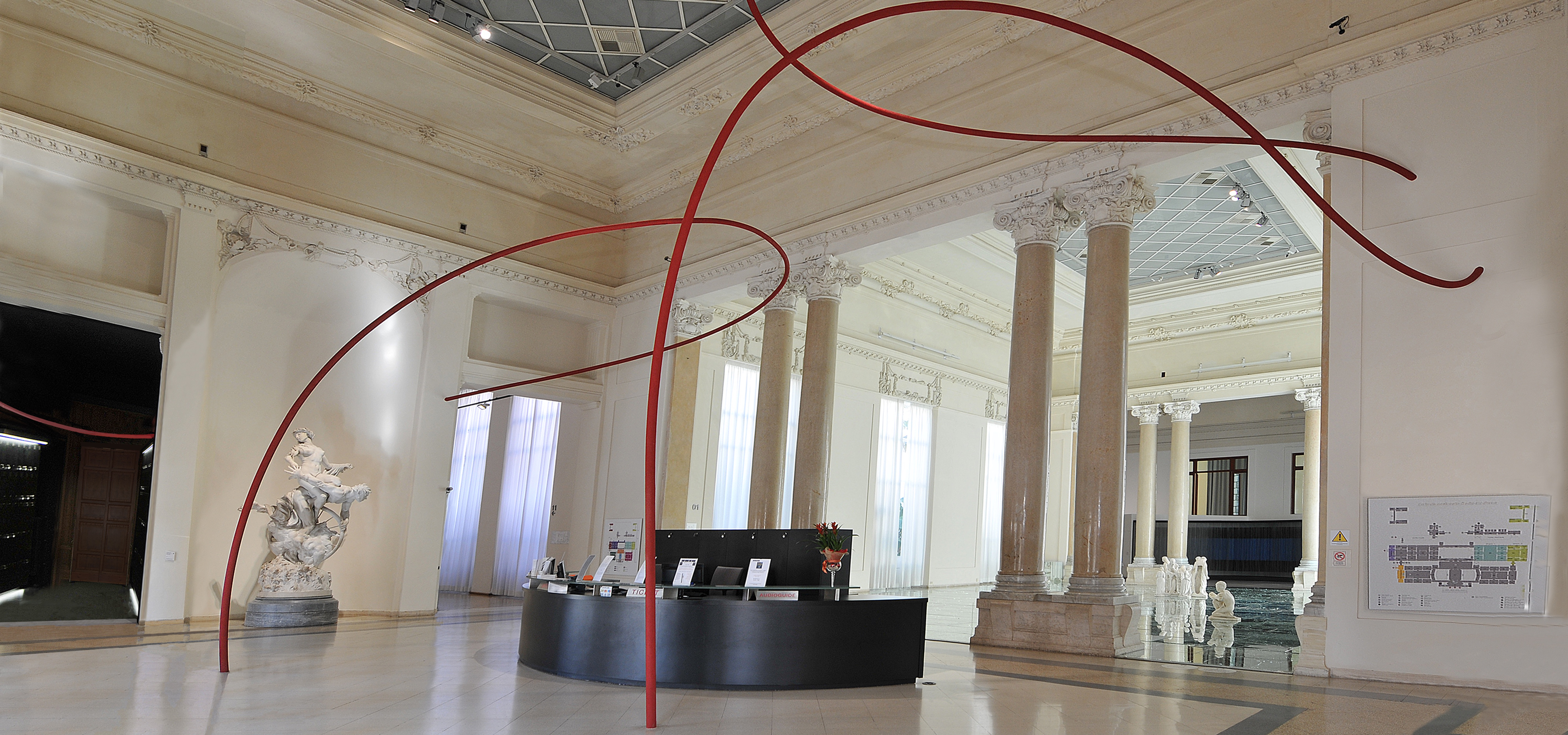
Filo Rosso di Paola Grossi Gondi alla Galleria Nazionale d'Arte Moderna e Contemporanea

Lo stile di Grossi Gondi è caratterizzato da un tratto armonico e sperimentale che emerge nelle sue opere, siano esse su tela, su vetro e su altro supporto.
Nel 2012 dà vita al progetto "Filo rosso", che prevede la realizzazione di un numero progressivo di tratti dell'iconica opera in giro per il mondo, come simbolo di unione tra le persone e i popoli; nel 2014 cinque tratti di Filo rosso in 3D, dalla lunghezza complessiva di oltre 50 metri, sono stati acquistati e sono in collezione permanente della Galleria nazionale d'arte moderna e contemporanea di Roma. Nel 2023 altri sei tratti di Filo rosso vengono ideati per un progetto vincitore del Creative Living Lab della Direzione Generale Creatività Contemporanea del Ministero della Cultura e realizzati nel 2024 per la cittadina di San Ferdinando (RC): oltre 30 metri di acciaio corten con anima di led rosso.

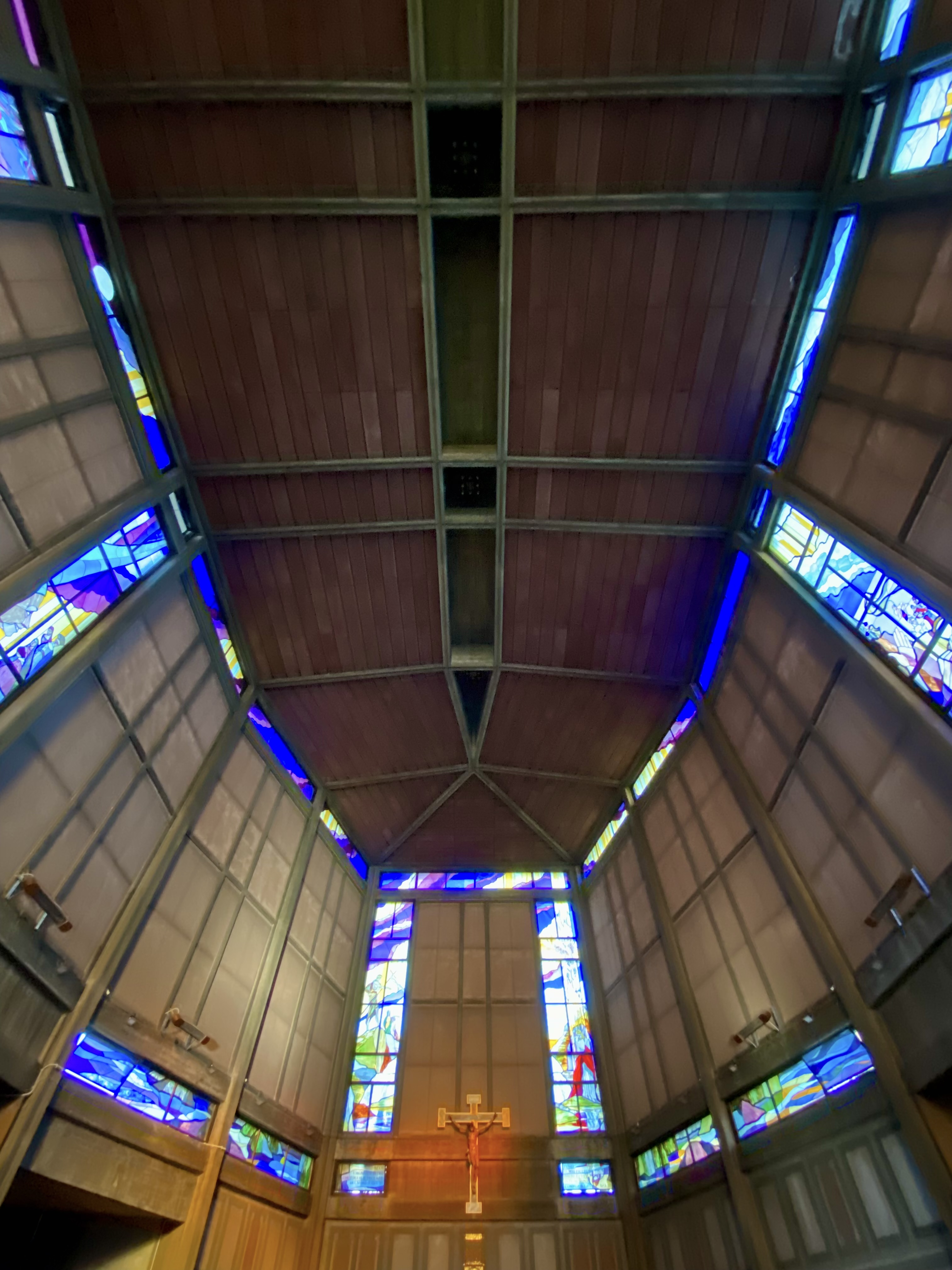
Vetrate monumentali dell'artista Paola Grossi Gondi per la chiesa di San Giovanni Battista al Collatino RM

Tra le opere di committenza pubblica, si segnalano anche le monumentali vetrate della chiesa di San Giovanni Battista in Collatino (le quali detengono il primato di essere le più grandi vetrate figurative di Roma) e della chiesa di San Massimiliano Kolbe di Catanzaro (prima chiesa d'Europa realizzata in un centro commerciale). Ha realizzato, inoltre, le vetrate della cappella del Polo di Ricerca Avanzata in Biomedicina e Bioingegneria - PRABB dell'Università Campus Bio-Medico, per la quale ha prodotto altri cicli di opere.

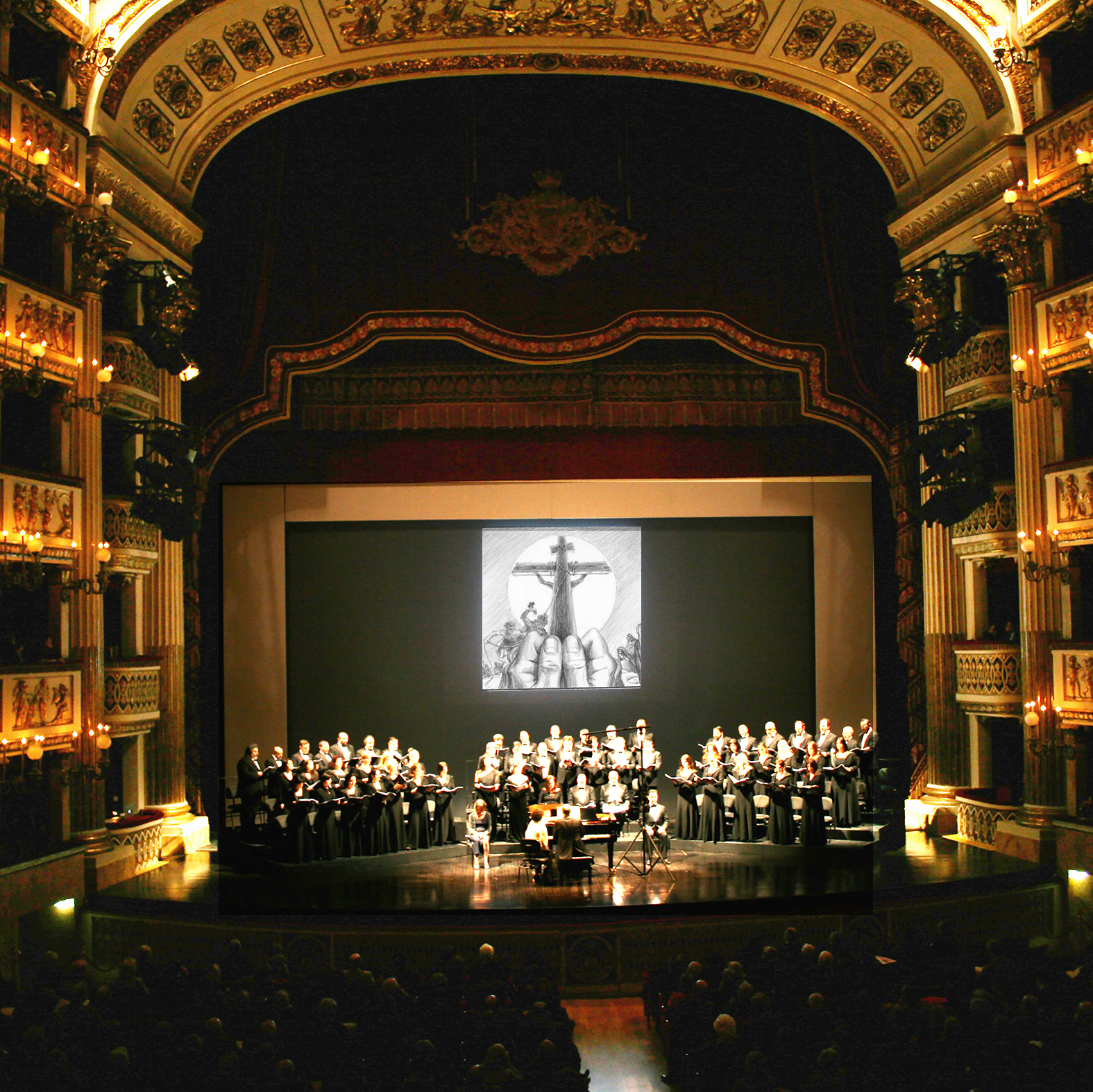
Teatro San Carlo di Napoli - Concerto "Via Crucis" di Franz Liszt -M° Michele Campanella - Videoproiezione tavole "Via Crucis in bianco e nero" di Paola Grossi Gondi - 2011

Come illustratrice e fotografa, alcuni suoi disegni sono stati voluti da Enzo Musumeci Greco per il libro "Greco, uomini e maestri d'arme" a cura di L.Gonzales e in alcuni romanzi della scrittrice e sceneggiatrice Alessandra Caneva; suo anche il servizio fotografico dell'atelier del pittore ligure Giuseppe Sacheri.

### Esposizioni e mostre
- Galleria La Pigna, Roma 1992
- Complesso monumentale di San Michele, Roma 1993
- Accademia nazionale di San Luca, Roma 1996
- Palazzo Barberini, Roma 1996
- Complesso monumentale del Vittoriano, Roma 2000
- Palazzo Bricherasio, Torino 2001
- Galerie-Forum Lindenthal, Colonia 2002
- Museo de la Ciudade, Madrid 2002
- Museo de la Ciudade, Valencia 2002
- Policlinico universitario Campus Bio-Medico, Roma 2011 (esposizione permanente)
- Galleria nazionale d'arte moderna e contemporanea, Roma 2014 (collezione permanente: Inv.16172)
- Musei di San Salvatore in Lauro, Roma 2022

## Pubblicazioni
- Maria Vittoria Marini Clarelli e Michele Campanella (a cura di), La Bibbia di vetro: le vetrate della Chiesa di S. Giovanni Battista al Collatino in Roma, Soveria Mannelli, Iride, 2007, ISBN 978-88-6389-025-9.
- Maria Vittoria Marini Clarelli (a cura di), Il Filo rosso - The Thread of Red, Roma, Il Cigno GG Edizioni, 2015, ISBN 978-88-6389-025-9.